# Buster Rhymes
George "Buster" Rhymes (född 27 januari 1962 i Miami, Florida) är en f.d. professionell amerikansk fotboll-spelare. Han spelade som wide receiver på planen. George Rhymes spelade under sin aktiva karriär för bland annat Oklahoma Sooners och Minnesota Vikings.
Den amerikanske rapparen Busta Rhymes har tagit sitt artistnamn från Rhymes.